# セインツ・アンド・シナーズ
『セインツ・アンド・シナーズ』（Saints & Sinners）は、イギリスのハードロックバンドホワイトスネイクの5枚目のオリジナル・アルバム。1982年発売。

## 概要
Sunburst Recordsからリリースされた最後のスタジオ・アルバム。マネージメントとの金銭的なトラブルやレコーディング中のメンバー間の不和といったネガティブな問題に見舞われるなか制作された。また、本作のリリース時には、既にカヴァーデイル以外のメンバーは全員解雇されていた。（後にミッキー・ムーディとジョン・ロードは復帰）

## トラックリスト
1. ヤング・ブラッド - Young Blood (Davd Coverdale, Bernie Marsden) - 3:30
2. ラフ・アン・レディ - Rough An' Ready (Coverdale, Mickey Moody) - 2:52
3. ブラッディ・ラクシュリー - Bloody Luxury (Coverdale) - 3:23
4. ヴィクティム・オブ・ラヴ - Victim Of Love (Coverdale) - 3:33
5. クライング・イン・ザ・レイン - Crying In The Rain (Coverdale) - 6:00
  - 1987年に発表された7枚目のスタジオ・アルバム「白蛇の紋章〜サーペンス・アルバス」にリレコーディング版が収録されている。
6. ヒア・アイ・ゴー・アゲイン - Here I Go Again (Coverdale, Marsden) - 5:08
  - 1987年に発表された7枚目のスタジオ・アルバム「白蛇の紋章〜サーペンス・アルバス」にリレコーディング版が収録されている。
7. ラヴ・アン・アフェクション - Love An' Affection (Coverdale, Moody) - 3:09
8. ロックン・ロール・エンジェルズ - Rock N' Roll Angles (Coverdale, Moody) - 4:07
9. ダンシング・ガールズ - Dancing Girls (Coverdale) - 3:10
10. セインツ・アンド・シナーズ - Saints An' Sinners (Coverdale, Moody, Marsden, Neil Murrey, Jon Lord, Ian Paice) - 4:25
11. ヤング・ブラッド (モニター・ミックス/アーリー・ヴォーカル) - Young Blood (Monitor Mix - Early Vocal) - 3:30
  - 2007リマスター盤ボーナストラック
12. セインツ・アンド・シナーズ (モニター・ミックス/アーリー・ヴォーカル) - Saints An' Sinners (Monitor Mix - Early Vocal) - 4:24
  - 2007リマスター盤ボーナストラック
13. ソウル・サヴァイヴァー (未完成/未発表曲) - Soul Survivor (Unfinished) (Coverdale, Moody, Marsden) - 3:08
  - 2007年リマスター盤ボーナストラック

## 参加ミュージシャン
- デイヴィッド・カヴァデール - ボーカル
- ミッキー・ムーディ - ギター
- バーニー・マースデン - ギター
- イアン・ペイス - ドラムス
- ジョン・ロード - キーボード
- ニール・マーレイ - ベース
- メル・ギャレイ - バッキング・ボーカル